# Molenstichting Winsum
De Molenstichting Winsum is een Nederlandse molenstichting die zich inzet voor het in stand houden van een aantal molens in de voormalige gemeente Winsum in de provincie Groningen.
De stichting is in 1993 opgericht en heeft een aantal molens overgenomen van de gemeente Winsum en enkele andere stichtingen. Thans heeft zij de volgende molens in eigendom:
- Koren- en pelmolen Aeolus in Adorp
- Koren- en pelmolen Joeswert te Feerwerd
- Koren- en pelmolen De Jonge Hendrik te Den Andel
- Korenmolen De Meeuw te Garnwerd
- Koren- en pelmolen De Wetsinger in Klein Wetsinge
- Koren- en pelmolen De Ster te Winsum
- Korenmolen De Vriendschap te Winsum